# Voglwohl
Voglwohl ist ein Gemeindeteil des Marktes Isen im oberbayerischen Landkreis Erding. 

## Lage
Die Einöde Voglwohl liegt 1,25 Kilometer südwestlich des Isener Marktplatzes am in der Gemarkung Westach.

## Bevölkerungsentwicklung
Um 1871 gab es in Voglwohl sechs Einwohner. Im Mai 1987 lebten dort fünf Einwohner in einem Wohngebäude.
| Jahr      | 1871 | 1925 | 1950 | 1970 | 1987 |
| Einwohner | 6    | 5    | 6    | 4    | 5    |